# Catedral de San Pedro (Wilmington)
La Catedral de San Pedro (del inglés: Cathedral of Saint Peter) es la iglesia madre de la diócesis de Wilmington, de la Iglesia católica en Wilmington, Delaware, Estados Unidos. Situada en la calle West 6th, la catedral se encuentra en el distrito histórico Quaker Hill.
La iglesia fue diseñada por Pierre Bauduy, que también diseñó el ayuntamiento de la ciudad de Wilmington. La primera piedra fue colocada en 1816, la iglesia románica fue construida con ladrillos y dedicada el 12 de septiembre de 1818.